# Consejo Asesor Europeo de Investigación
El Consejo Asesor Europeo de Investigación (EURAB)  es el comité consultivo de investigación europea. Es un comité de alto nivel, independiente, creado por la Comisión Europea para asesorar en el diseño y la puesta en práctica de la política de investigación de la Unión Europea. EURAB se compone de 45 expertos ciudadanos de la Unión y expertos extranjeros. EURAB  centra su objetivo en la realización del área de investigación europea y el uso de los instrumentos de la política tales como los programas de base de la IDT de la comunidad. EURAB aconseja y opina sobre temas  específicos, que  publican a petición de la Comisión o en por propia iniciativa. El Consejo tiene libertad para cooperar con las organizaciones y las instituciones interesadas en la investigación europea, crear a grupos de trabajo en temas específicos y consultar con otros expertos que podrían enriquecer su reflexión. Horst Soboll es el actual director de EURAB, siendo desde  2001 a 2005  Helga Nowotny.